# 貓戰士
《貓戰士》（英語：Warrior cats）是一部由多位作家共用筆名艾琳·杭特寫作的一系列奇幻文學和動物小說。貓戰士由雷族、風族、影族、河族以及偉大的星族這生活在森林中的野貓五族來展開敘述。主要講述了雷族貓在森林中的生活和戰鬥。它們雖然爭鬥不斷，但是有著共同的信仰和守則。他們會在危急的时候互相支援，也会在满月的时候舉行大集會互相交流。他們相信他們如此的勇猛是來自虎族；智慧是來自獅族，而速度則是來自豹族。
除了主要的小說七部曲，也會有其他的內容。這些內容是對貓戰士故事的敘述進行補充或者是解釋的作用。其他部分主要分為：外傳、電子書、荒野手冊、漫畫。

## 首部曲
【唯有火能拯救雷族】
貓戰士首部曲（The Prophecies Begin）主要敘述了寵物貓羅斯提從加入雷族到成為族長火星的故事。
貓戰士首部曲共六集：
| 中文書名 | 陆版书名 | 原文書名           | 首版日期       | 內容摘要 |
| -------- | -------- | ------------------ | -------------- | --- |
| 荒野新生 | 呼唤野性 | Into the Wild      | 2003年1月21日  | 邪惡勢力興起，原本平靜的荒野也不再安全。天真的寵物貓羅斯提，勇敢邁入野生貓族的世界，實現了星族火之預言的第一步。                                                 |
| 烈火寒冰 | 寒冰烈火 | Fire and Ice       | 2003年5月27日  | 在獵物驟減的禿葉季，河族竟與影族聯手準備奪取風族的狩獵場。正直的藍星堅守四族共治的誓言，派出火心與灰紋秘密找回失蹤的風族。第二次戰爭的號角再次響起！             |
| 祕密之森 | 疑云重重 | Forests of Secrets | 2003年11月14日 | 虎爪終於露出邪惡的真面目，向雷族族長的寶座伸出他巨大又黑暗的利爪；但在此之前，他還有火心這個心腹大患要對付......。                                               |
| 風暴將臨 | 风起云涌 | Rising Storm       | 2004年1月6日   | 消失的虎爪來到影族，誓言重振影族聲威。授命擔任雷族副族長的火心，該如何在這乾枯的夏日，率領失神的族長、散漫的見習生與火爆的戰士們，逃過森林大火與邪惡叛將的追擊？ |
| 危險小徑 | 险路惊魂 | A Dangerous Path   | 2004年6月1日   | 邪惡、強壯的生物，趁著夜色悄悄闖進荒野，被仇恨沖昏頭的虎星，這次又為雷族招來了什麼樣的死神？                                                                     |
| 黑暗時刻 | 力挽狂澜 | The Darkest Hour   | 2004年10月5日  | 與來自兩腳獸領地的惡棍貓結盟，虎星注定要自食惡果。面對比虎星還要可怕十倍的血族，火星必須結合荒野裡所有貓戰士的力量，因為團結是活下去的唯一辦法！                 |

## 二部曲：新預言
【黑暗、空氣、水以及天空將會合而為一......而且從大地開始撼動整座森林】
二部曲新預言（The New Prophecy）以雷族的棘爪、松鼠飛及葉池為主角。《新月危機》有部分以暴毛和羽尾為主角。首先敘述棘爪等六隻貓遵循星族賦予的預言，尋找「午夜的訊息」，並帶領部族離開被人類破壞的舊營地，前往新的營地。途中經過而拯救「急水部落」，羽尾因此死亡。其次敘述棘爪被黑暗勢力迷惑，但懸崖勒馬、以及雷族營地被獾群攻擊並敘述葉池和鴉羽的愛情。
貓戰士二部曲共六集：
| 中文書名 | 陆版书名 | 原文書名  | 首版日期       | 內容摘要 |
| -------- | -------- | --------- | -------------- | --- |
| 午夜追蹤 | 午夜追踪 | Midnight  | 2005年5月10日  | 四大部族才和平共存幾個月升月落，卻收到來自戰士祖靈的怪異訊息，星族史無前例地挑選了四名勇士，希望他們能同心協力，拯救森林裡危在旦夕的四大貓族。                                                                                 |
| 新月危機 | 新月危机 | Moonrise  | 2005年8月1日   | 自從六貓展開拯救各自部族的旅程後，如今，他們再度出發，準備回家；在他們翻山越嶺的銀色月光中，卻遇見一支神秘的野貓部族，而他們自己的神秘預言卻和這六隻貓息息相關......                                                           |
| 重現家園 | 黎明重现 | Dawn      | 2005年12月27日 | 在四大貓族的世界裡，正發生可怕的事情:貓兒開始一個接一個地失蹤，一點徵兆也沒有，就連葉掌也不見了！眼前他們必須群策群力，救出失蹤的勇士，否則恐怕得永遠失去他們了。                                                              |
| 星光指路 | 星光指路 | Starlight | 2006年4月4日   | 跟隨著戰士祖靈們的預言，貓族們終於抵達他們的新家園。葉掌知道他們必須找到可以代替月亮石跟星族溝通的東西，否則族貓們將群龍無首，也無法預知陌生天地中所隱藏的危險。前程未卜，貓族中卻開始出現一個個心懷不軌的貓......             |
| 黃昏戰爭 | 黄昏战争 | Twilight  | 2006年8月22日  | 新的領土帶給戰士們新的麻煩，而過去的盟友卻變得像奇怪的敵人。當貓族之間的分裂越來越深，火星的女兒也面臨了麻煩的抉擇，一個是呼喚她的禁忌之愛(鴉羽)，另一個則是處理她最好朋友的背叛。他們做下的決定，將會影響雷族未來好幾代...... |
| 日落和平 | 日落和平 | Sunset    | 2006年12月26日 | 雷族的巫醫葉池接到來自星族的警告:「在和平來臨之前，血，依舊要濺血，而湖水將會染成血紅一片。」但獾群的危機不是已經過了？葉池忍不住猜想......她的預言之夢難道在暗示還有更可怕的危險等著戰士們？                                  |

## 三部曲：三力量
【將有三隻貓兒，你至親的至親，星權在握。】
三部曲三力量（Power of Three）的主角是雷族的冬青葉、獅焰和松鴉羽（一開始認為是棘星與松鼠飛的兒女、火星的孫子女）。冬青葉對戰士守則非常重視，在適當的時機約束獅焰和松鴉羽的行為；由於神祕的預言降臨，使得獅焰擁有金剛不壞之身及優秀的格斗技巧，因此戰無不勝，但也因此曾被黑暗勢力迷惑一時。松鴉羽可以進入其他貓的思想或夢境，但他眼睛失明看不到正常的世界（松鴉羽卻有著特殊的力量，而能看到别的猫的夢境且心智力量强于别猫等等）。他們在探索地下洞穴、援助急水部落、與無賴貓索日周旋的過程中，尋找預言中的力量以及自身的價值。但他們意外發現自己的親生父母不是棘爪與松鼠飛，而是風族戰士鴉羽及巫醫葉池而引起他們對自身的懷疑。
貓戰士三部曲共六集：
| 中文書名 | 陆版书名 | 原文書名     | 首版日期       | 內容摘要 |
| -------- | -------- | ------------ | -------------- | --- |
| 預視力量 | 预视力量 | The Sight    | 2007年4月24日  | 三隻貓兒誕生，分別是小冬青、小獅和小松鴉。當上見習生時，他們慢慢發現自己的特別。這時，灰紋也帶著一隻寵物貓回來了⋯⋯                                                                     |
| 洶湧暗河 | 暗河汹涌 | Dark River   | 2007年12月26日 | 火星的三個孫子因為各自發現的祕密而痛苦掙扎。當他們在探索戰士真諦的同時，四族劍拔弩張的情勢隨時會粉碎數個月來的平靜。                                                                   |
| 驅逐之戰 | 驱逐之战 | Outcast      | 2008年4月22日  | 棘爪帶著他的兒女前往急水部落驅逐那些佔領部落領土的無賴貓，獅掌也在其中發現他無戰不勝的特異能力。                                                                                       |
| 天蝕遮月 | 天蚀遮月 | Eclipse      | 2008年9月2日   | 黑星決定帶影族脫離四族，湖畔領地將不再平靜⋯⋯。一個神秘客出現，警告貓族還會有更多的麻煩。四族陷入前所未有的混戰，這一次連星族也無法預卜貓族的未來。                                     |
| 暗夜長影 | 暗夜长影 | Long Shadows | 2008年12月25日 | 現在，為了他們自己以及全雷族著想，他們必須協力永遠藏住這個祕密。影族背棄星族，誓言追尋黑暗的預言。但並非所有的貓都對星族失去信心，該如何做才能讓星族再度回歸影族的擁抱？               |
| 拂曉之光 | 拂晓之光 | Sunrise      | 2009年4月21日  | 一個神秘的謀殺事件，使得雷族變得四分五裂。但是，即將有更多的秘密會被揭發。禿葉季，這最艱難的時節，雷族族貓卻彼此算計，一張張熟悉的面孔後面，潛伏著危機，而一位戰士的生命可能就此殞落⋯⋯ |

## 四部曲：星預兆
【星兒們的末數已盡，若想挑戰亙古不衰的黑暗勢力，三力量必須成為四力量。】
四部曲星預兆（Omen of the Stars）的主角除了三部曲中的獅焰和松鴉羽外，加入了雷族的鴿翅和藤池（火星的曾孫甥女）。《星夜私語》有部分以焰尾為主角。鴿翅擁有順風耳，但對一般事物的感覺反而比較模糊（所以在没有超能力之后，鴿翅只是隻平凡的猫）。藤池也曾被黑暗勢力迷惑，她为了自己的族群、伙伴，冒着生命危险去當臥底，这样的勇气，是她的姐姐——鴿翅，所不及的。藤池虽然不是星预兆中的「第四隻猫」，但她的勇气、忠诚、智慧、美丽仍然打动了许多读者的内心。黑暗勢力吸收各族的成員，破壞各族的和平，甚至分裂星族，目的在最後決戰中撲滅各族。四位主角則與黑暗勢力對抗，尋找星族所預言的第四力量，欲在最後決戰中力挽狂瀾。
貓戰士四部曲共六集：
| 中文書名   | 陆版书名 | 原文書名              | 首版日期       | 內容摘要 |
| ---------- | -------- | --------------------- | -------------- | --- |
| 第四見習生 | 第四学徒 | The Fourth Apprentice | 2009年11月24日 | 在犀利的松鴉和怒吼的獅子之後，將有和平之鴿展翅翩翩飛來。綠葉季來臨， 湖水乾涸，鴿掌看到遠方棕色怪物正在築水壩才使湖水匱乏，因此一組由8隻貓組成的隊伍出發解決這個問題。                             |
| 戰聲漸近   | 战声渐近 | Fading Echoes         | 2010年3月23日  | 他們必須復仇，遠古以來的不平之聲都將一次弭平。黑暗森林勢力崛起，哪些心有懷恨的貓兒將成為虎星復仇的工具？三力量又該如何阻擋這黑暗勢力的威脅？                                                       |
| 星夜私語   | 暗夜密语 | Night Whispers        | 2010年11月23日 | 星族為了不讓各族族貓之間互相猜忌，決定隱瞞黑暗森林作惡之事。三力量該如何破解虎星布下的重重陷阱？                                                                                                   |
| 月亮蹤跡   | 月光启示 | Sign of the Moon      | 2011年4月5日   | 黑暗勢力迅速擴張！不祥的預言出現，三力量已不足以對付黑暗勢力...... |
| 失落戰士   | 武士归来 | Forgotten Warrior     | 2011年11月22日 | 四族戰士間的信任粉碎，黑暗森林的勢力步步逼近，三力量面對危機四伏的險境更不敢掉以輕心，但是一隻神秘貓咪挾帶著對部族的仇恨歸來，將會對湖畔四族掀起什麼樣的波瀾？                                     |
| 最後希望   | 群星之战 | The Last Hope         | 2012年4月3日   | 月升月落，變節背叛夜夜上演，虎星為黑暗森林招募的見習生已經蓄勢待發。四族即將面臨有史以來最黑暗的時刻，第四位戰士將是決定四族生死存亡的最後希望。預言要的不只是三力量，火在河族的蘆葦叢裡悶燒...... |

## 五部曲：部族誕生
五部曲部族誕生（Dawn of the Clans）的新主角為灰翅，時間點是在古代。故事開始時，尖石巫師─半月所帶領的部落已經貓滿為患了，而獅吼則指出或許他們應該另找地方住，而半月則再看到一個金黃的日出景象後認為部分部落貓應該離開。部落貓正式分裂，一群年輕勇敢的貓兒決定離開山裡找尋新的家。在抵達了新狩獵場(部族貓的舊營地)後部落貓分為以母貓高影(影星)為首的高地貓，以及灰翅的哥哥清天(天星)帶領的森林貓。兩派陣營的關係在這之後變得很僵硬。灰翅代替清天成為雷霆(雷星)的父親，因為清天認為他會為雷霆帶來不吉利而拋棄他。而清天不斷擴充領土的行為使許多貓受害，甚至還波及到了高地貓，因此雙方同意在四喬木開會，不料卻因為中間出了差錯而爆發了一場死傷慘重的戰爭。也因為這場戰爭，才開始了貓靈和活貓的聯繫。在一種名為熾烈之星的花出現後，貓靈便要他們分裂成五個陣營，就像熾烈之星有五個花瓣一樣。各貓營的首領分別是：清天(天星),高影(影星),雷霆(雷星),風奔(風星),河波(河星)。其次敘述了他們跟惡棍貓一眼、斜疤之間的抗爭、瘟疫的爆發。最後是灰翅在死前為各貓營取名為「部族」並加入了星族。
貓戰士五部曲共六集：
| 中文書名 | 陆版书名 | 原文書名         | 首版日期      | 內容摘要 |
| -------- | -------- | ---------------- | ------------- | --- |
| 太陽之路 | 日光小径 | The Sun Trail    | 2013年3月5日  | 尖石巫師─半月所帶領的部落已經貓滿為患了，而獅吼則指出或許他們應該另找地方住，而半月則再看到一個部落貓正式分裂，一群年輕勇敢的貓兒決定離開山裡找尋新的家。在抵達了新狩獵場(部族貓的舊營地)後部落貓分為以母貓高影(影星)為首的高地貓，以及灰翅的哥哥清天(天星)帶領的森林貓。金黃的日出景象後認為部分部落貓應該離開。 |
| 迅雷崛起 | 惊雷乍起 | Thunder Rising   | 2013年11月5日 | |
| 最初戰役 | 首战风云 | The First Battle | 2014年4月8日  | |
| 熾烈之星 | 燃烧之星 | The Blazing Star | 2014年11月4日 | |
| 分裂森林 | 开枝散叶 | A Forest Divided | 2015年4月7日  | |
| 眾星之路 | 群星之路 | Path of Stars    | 2015年9月1日  | |

## 六部曲：幽暗異象
【擁抱你在幽暗處所找到的，因為只有他們才能使天空轉晴。】
六部曲幽暗異象（A Vision of Shadows）的主角是棘星的兒子赤楊心 (Alderheart)，敘述他看到了異象後便到峽谷去把失散的天族帶回湖邊領地定居，但同時影族被曾攻擊過天族的惡棍貓暗尾所統治了，瀕臨滅族的影族必須在大家的努力下回歸四大部族。
貓戰士六部曲共六集：
| 中文書名 | 陆版书名 | 原文書名               | 首版日期      | 內容摘要 |
| -------- | -------- | ---------------------- | ------------- | --- |
| 探索之旅 | 学徒探索 | The Apprentice's Quest | 2016年3月15日 | 棘星的兒子赤楊掌必須解開一個神秘預言，並踏上尋找天族的旅程。不料卻在峽谷得知一個驚人的事實，攸關天族與四大部族的未來...... |
| 雷電暗影 | 雷影交加 | Thunder and Shadow     | 2016年9月6日  | 距離赤楊掌從自他的旅程回歸後，已將近一個月。兩隻分別被帶進影族和雷族的小貓-小紫羅蘭和小嫩枝被很多貓認為就是預言裡的一部份，但他們必須盡快找到解答。同時，把天族趕走的同一批惡棍貓已經來到了湖邊，而且影族極有可能就是下一個殞落的...... |
| 破碎天空 | 天空破碎 | Shattered Sky          | 2017年4月11日 | 影族已被滅族了，如今由一群惡棍貓統治著松樹林。赤楊心知道他們必須要找到天族，才能避免暗尾將他的魔爪延伸整個湖邊...... |
| 黯黑之夜 | 极夜无光 | Darkest Night          | 2017年11月7日 | 天族已經回到了四個部族中的合適位置，希望能找到一片新的領土。但不是每隻貓都認為這是天族所屬的地方，而各大部族的命運依然不確定...... |
| 烈焰焚河 | 烈焰焚河 | River of Fire          | 2018年4月10日 | 星族的預言已經實現，久違的天族已經回歸到四個部族中的合適位置，許多貓都認為危險已經過去，但是在分裂與紛爭後，影族有可能永不再現... |
| 風暴肆虐 | 风暴来袭 | The Raging Storm       | 2018年11月6日 | 影族已經在一個新的虎星的領導下返回了，但是他們的新力量使得湖周圍的緊張局勢達到了爆發性的突破點。天族在部族中的地位即將確定，將寫下貓族歷史中最緊張的時刻。                                                                              |

## 七部曲：破滅守則
七部曲破滅守則（The Broken Code），延續了六部曲。劇情將從三位主要角色：影族的影望、天族的根躍，以及雷族的鬃霜的視角個別展開。
| 中文書名 | 陆版书名 | 原文書名                | 首版日期(中文) | 內容摘要 |
| -------- | -------- | ----------------------- | -------------- | --- |
| 迷失群星 | 迷失之星 | Lost Stars              | 2021年1月1日   | 五個部族第一次都在湖邊的土地上定居。但是當一次令人震驚的禿葉季來到森林時，一片新的黑暗開始蔓延 - 一個影響著部族領袖的陰影，戰士與他們在星族的祖靈的關係，以及他們生活的戰士守則。                                                         |
| 靜默融雪 | 静默冰融 | The Silent Thaw         | 2021年3月1日   | 失去九命之一後，雷族族長棘星開始舉止異常，猜疑在部族邊界迅速傳播開來。而隨著一個古怪的陌生幽影導致影族和天族疲於奔命，每名戰士必須決定他們的忠誠繫於何處-是獻給他們的部族，還是交付於戰士守則本身？                                       |
| 暗影之蔽 | 叠影重障 | Veil of Shadows         | 2021年5月1日   | 雷族族長棘星開始剷除並放逐那些守則破壞者，但是有貓知曉真相──眼前的並非真正的棘星。部分貓兒開始祕密集結起來，蟄伏以待時機的到來。但為了讓真棘星返回軀體，眼下不能輕舉妄動，否則可能使得各部族間反目成仇。                                  |
| 黑暗湧動 | 暗由心生 | Darkness Within A Light | 2021年10月1日  | 在五大部族的大混戰之後，各個部族之間彼此對立、防備。同時，雷族副族長揭開了那隻披著棘星皮囊的邪惡貓靈究竟是誰。隨著真相的大白，眼下要解決的是棘星的生死，他的靈魂顯然已消失無蹤，就連根躍都無法聯繫上。                                    |
| 無星之地 | 无星之地 | The Place of No Stars   | 2022年2月12日  | 雷族的副族長松鼠飛和灰毛一同消失了，目睹一切的根躍將所見所聞帶回了部族。自此，部族終於知道了星族何以沉默的緣故，也知道了如果想解放星族，他們就必須面對恐怖危險的事實──以靈魂之態進入黑暗森林，救回松鼠飛與棘星。                          |
| 迷霧之光 | 迷雾明光 | A Light in the Mist     | 2022年7月1日   | 灰毛掌控著黑暗森林，貓戰士們—連黑暗森林的戰士也必須團結一心，趕在灰毛與他的爪牙行動前將他擊倒。勇敢進入黑暗森林的戰士們身負使命，知道一旦在黑暗森林中死去將永遠迷失。為了紀念那些奮不顧身拯救部族的自願者，往後都將稱他們為「迷霧之光」。 |

## 八部曲：無星氏族
無星氏族（A Starless Clan）
| 中文書名 | 陆版书名 | 原文書名 | 首版日期(中文) | 內容摘要 |
| -------- | -------- | -------- | -------------- | -------- |
| 群龍無首 | 河翻浪涌 | River    | 2025年8月23日  |          |
|          | 天穹将倾 | Sky      |                |          |
|          | 影瘴迷心 | Shadow   |                |          |
|          | 雷光破云 | Thunder  |                |          |
|          | 风霜蔽目 | Wind     |                |          |
|          |          | Star     |                |          |

## 外傳
貓戰士外傳（Super Edition）为貓戰士正傳中一些没有讲述的内容进行了补充和增加，同时也在《火星的追寻》中出现了神秘的天族，增加了更多的故事。
| 中文書名      | 陆版书名       | 原文書名              | 首版日期      | 內容摘要 |
| ------------- | -------------- | --------------------- | ------------- | --- |
| 火星的追尋    | 火星的探索     | Firestar's Quest      | 2007年8月21日 | 時間背景首部曲和二部曲間，內容大意為火星夢見天族祖靈請求他幫忙恢復失散的天族，於是和沙暴展開了重建天族的旅程，最後成功復原了天族。其中包括有長尾的失明、柳皮的死亡、火星的兩個孩子的誕生、守天的預言（為「星權在握」下伏筆）。內附短篇《斑葉的真心話》。 |
| 藍星的預言    | 蓝星的预言     | Bluestar's Prophecy   | 2009年7月28日 | 時間發生在首部曲之前，描述一個預言顯示藍星會成為雷族族長，而她必須面對種種選擇及挑戰當上雷族族長。從只是一隻剛出生的小貓，到成為戰士，阻止薊爪當上副族長，直到陽星(陽落)死亡。 |
| 天族的命運    | 天族外传       | SkyClan's Destiny     | 2010年8月3日  | 內容有火星重建天族後，天族族長葉星所遇到的許多挑戰，包含了族裡戰士和晨間戰士的衝突、一群來路不明的訪客的目的、以及在最後提及了葉星喜歡晨間戰士比利暴的事實。 |
| 曲星的承諾    | 钩星的承诺     | Crookedstar's Promise | 2011年6月5日  | 描述曲星曾在小時候給了黑暗森林的貓楓影要效忠自己的部族的承諾。但他不知道，這個諾言將波及他的一生...... |
| 黃牙的祕密    | 黄牙的秘密     | Yellowfang's Secret   | 2012年10月9日 | 描述黃牙的成長過程，雖然當過戰士，但最後因為擁有可以感受族貓疼痛的能力，所以被影族巫醫賢鬚收為見習生，在見習生時期跟鋸星生下三隻小貓，兩隻母貓夭折，倖存的小公貓為碎星。之後碎星設計害死了副族長雲皮，接下父親的位置(是碎星殺死鋸星。但書中未描述他親手殺死鋸星) 並將長老逐出營地、將小貓提早升為見習生。最後黃牙被碎星誣賴殺死了母親亮花的第二窩小貓，被逐出影族，在結尾遇到了當時為見習生的火星。 |
| 高星的復仇    | 高星的复仇     | Tallstar's Revenge    | 2013年7月2日  | 描述風族族長高星的故事。講述當年的高尾為了替死去的父親沙雀復仇，而離開風族的旅程。不斷行走在復仇的路程上，戰士迷茫的心終於找到了歸途。而楠星很早就得到過一個預言：有隻族貓將會步入歧途，即便楠星擔心他再也回不來，也別攔阻他。因為這是他能為自己的心找到歸屬的唯一方法。而這隻風族貓，便是當初的高尾，也是現在的高星。                                                                              |
| 說不完的故事1 | 不为人知的故事 | The Untold Stories    | 2013年7月2日  | 雲星的旅程:描述天族在兩腳獸的逼迫下離開部族的故事、冬青葉的故事:描述冬青葉在殺死灰毛後的行蹤、霧星的預言:描述當霧星發現蛾翅不相信星族時的感受。 |
| 棘星的風暴    | 黑莓星的风暴   | Bramblestar's Storm   | 2014年8月26日 | 發生在四部曲之後，描述剛成為雷族族長的棘星如何能帶領雷族克服在大戰役中失去族貓的傷痛及部族生活的種種挑戰。 |
| 說不完的故事2 |                | Tales From The Clans  | 2014年9月4日  | 虎爪的憤怒、葉池的願望、鴿翅的沉默 |
| 蛾飛的幻象    |                | Moth Flight's Vision  | 2015年9月3日  | 這是關於風星/風奔的女兒-蛾飛成為第一隻巫醫貓的故事，以及解釋月亮石和族長九命的起源。 |
| 鷹翅的旅程    | 鹰翅的旅程     | Hawkwing's Journey    | 2016年11月1日 | 故事設定時間與六部曲約相同。天族貓們即將面臨前所未有的危機，惡棍貓的入侵。而唯一的希望就是去尋找火星的親屬。但就算他們真的找到了其他四族，天族在峽谷的時代也要結束了。 |
| 說不完的故事3 |                | Shadows Of The Clans  | 2020年2月1日  | 楓影的復仇、鵝羽的詛咒、烏掌的告別 |
| 虎心的陰影    | 虎心的阴影     | Tigerheart's Shadow   | 2017年9月5日  | 故事設定時間約在六部曲後半段，說明虎心要面臨部族的困難與心愛的鴿翅做選擇。 |
| 說不完的故事4 | 族群传奇       | Legends Of The Clans  | 2017年4月11日 | 斑葉的心聲、松星的抉擇、雷星的感念 |
| 鴉羽的試煉    | 鸦羽的拷问     | Crowfeather's Trial   | 2018年9月4日  | 故事時間設定在《鴿翅的沉默》後，《棘星的風暴》之前。風族面臨了重大考驗，戰士們是否能團結一心，還是彼此怒目相斥。 |
| 說不完的故事5 | 武士之路       | Path of a Warrior     | 2019年4月9日  | |
| 松鼠飛的希望  |                | Squirrelflight's Hope | 2019年9月3日  | 五大部族終於在湖區的新領安頓下來，但不是每個族長都就此滿足了。而當其他部族將他們的挫敗發洩在一群定居於部族邊界的無賴貓身上時，作為副族長的職責與對正直形式的渴望將松鼠飛卡在中間，進退兩難。究竟要追尋真正的自己，還是要聽命於族長呢? |
| 說不完的故事6 | 武士之魂       | A Warrior's Spirit    | 2020年4月7日  | |
| 灰紋的誓約    | 灰条的誓言     | Graystripe's Vow      | 2020年9月1日  | |
| 說不完的故事7 | 武士的抉择     | A Warrior's Choice    | 2021年4月6日  | |
| 豹星的榮耀    | 豹星的荣光     | Leopardstar's Honor   | 2021年9月7日  | |
| 一星的懺悔    | 一星的忏悔     | Onestar's Confession  | 2022年9月6日  | |
| 河星的家      | 河星的家园     | Riverstar's Home      | 2023年9月5日  | |
| 藤池的心      |                | Ivypool's Heart       | 2024年9月3日  | |
| 暴族的愚蠢    |                | StormClan's Folly     | 2025年8月26日 | |
| 暗尾的審判    |                | Darktail's Judgment   | 2026年        | |

## 荒野手冊
荒野手冊（Field Guides）詳細描述了貓戰士中的背景信息以及小說中沒有提到的設定。其中包括了：
- 部族解密 / 族群的秘密（Secrets of the Clans）
- 預言之貓 / 族群的猫（Cats of the Clans）
- 守則解密 / 族群的守则（Code of the Clans）
- 部族戰爭 / 族群的战争（Battles of the Clans）
- 终极指南（The Ultimate Guide）

## 漫畫
貓戰士連環漫畫（OEL Manga，全稱Original English-language Manga）使用了漫畫的方式講述了貓戰士小說中沒有講述到的戰士故事以及對小說內容中的補充。這包括了：
- 灰紋歷險記
- 鞭子的興盛
- 虎星和莎夏
- 烏掌的旅程
- 天族與陌生客

### 灰紋歷險記
灰紋歷險記（Graystripe's Adventure）共三冊，敘述雷族的灰紋從在《重現家園》一書中被兩腳獸帶走直到在《預視力量》回到部族的這段時間發生在灰紋身上的事情，灰紋歷險記包括了：
- 迷失的戰士（The Lost Warrior）
- 戰士避難所（Warrior's Refuge）
- 戰士的回歸（Warrior's Return）

### 鞭子的興盛
鞭子的興盛（The Rise of Scourge），共一冊，敘述曾在《黑暗時刻》中出現的血族族長鞭的故事。
內容是在描述鞭子因為被哥哥、姊姊欺負，所以跑進森林遇到虎掌(虎星)、薊爪、藍毛(藍星)，因為被虎掌趕出森林而心懷怨恨。之後虎星請已經成為血族族長的長鞭幫忙，鞭子因為虎星的傲慢殺死了他。

### 虎星和莎夏
虎星和莎夏（Tigerstar and Sasha）共三冊，敘述寵物貓莎夏被遺棄後的故事。這包括了：
- 進入森林（Into the Woods）

莎夏被遺棄後進入森林，並遇見虎星，在虎星邀請之下欲加入影族，但她聽到了虎星邪惡的陰謀……
- 逃離森林（Escape from the Forest）

莎夏拒絕虎星的邀請，在城市和船上遊蕩，最後回到森林待產。
- 返回部族（Return to the Clans）

莎夏生了三個孩子—蛾翅、鷹霜和小蝌蚪。小蝌蚪後來溺死。最後莎夏讓蛾翅和鷹霜加入河族。

### 烏掌的旅程
烏掌的旅程（Ravenpaw's Path）共三冊，這部漫畫以烏掌為中心敘述，講述了烏掌發現虎星的惡行，害怕受到虎星的迫害，所以在火心（火星）的帮助下離開雷族，來到了獨行者的農場，謊稱烏掌光榮犧牲。藍星知道實情後允許烏掌能自由出行雷族的領地。烏掌的旅程包括了：
- 波瀾驟起（Shattered Peace）
- 待援之族（A Clan in Need）
- 戰士之魂（The Heart of a Warrior）

### 天族與陌生客
天族與陌生客（Skyclan and the Stranger）共三冊，講述葉星與比利暴的三隻小貓——小火(火蕨)、小暴(暴心)及小哈利(哈利溪)，和無賴貓索日的故事。
- 即刻救援（The Rescue）
- 非常手段（Beyond the Code）
- 洪水過後（After the Flood）

## 背景信息

### 部族與部落
急水部落、雷族、影族、風族、河族、天族、血族(非真正部族)、
星族

### 戰士守則
1.保護你的族貓，不惜犧牲性命。你可以跟其他部族的貓維持友誼，但你必須對你的部族忠誠，就算他日必須在戰場上跟他們作戰。
2.禁止侵入其他部族的領域，更不准進入狩獵。
3.見習生與戰士必須先餵飽長老與小貓。在沒有為長老獵得食物之前，除非獲得許可，否則見習生是不准進食的。
4.只能為進食而獵殺獵物。感謝星族賜予你食物。
5.小貓要滿六個月才能成為見習生。
6.剛獲得任命的戰士，在得到戰士名後，必須禁語守夜一晚。
7.戰士必須指導過一個見習生，才有資格擔任副族長。
8.當族長死亡或退休，副族長便可以繼任為領導者。
9.若副族長身亡或退休，則必須在當天月亮當空前選出新任副族長。
10.四族聚會於滿月時舉行，當天各族必須休戰直到隔天。此時，各族之間不准有爭鬥發生。如果發生爭鬥，星族會遮蔽月亮顯示憤怒。
11.每天都必須檢查並在邊界留下記號，向所有入侵的貓挑戰。
12.所有戰士都必須拯救受傷或陷入危險的小貓，無論他是哪一族的。
13.族長的話，就是戰士守則。
14.值得尊敬的戰士，不必在戰爭中取敵人的性命，除非他們違背戰士守則，或是出於正當防衛。
15.戰士拒絕過寵物貓那種輕鬆優渥的生活。

### 職位安排
在貓戰士整部小說中，每個族群的貓都屬於不同的年齡層：小貓、戰士(巫醫)見習生、戰士、長老。這些年齡層的貓都透過不同的方式來為族群做出貢獻。
非戰士職位：
- 巫醫
- 巫醫見習生
- 貓
- 長老
- 小貓

戰士職位（透過保衛部族來做出貢獻）：
- 族長
- 副族長
- 戰士
- 見習生

其他（不在任何族群之内的猫）
- 寵物貓
- 獨行貓
- 農場貓(穀倉貓)
- 無賴貓(惡棍貓)

### 職位簡介
- 巫醫

每个族群通常只有一個到三個巫醫。巫醫居住于专门的巢穴，使用草药治疗族群猫的疾病，或者长期照顧疾病较为严重的猫。但巫醫也负责从星族获得征兆或者预言，令族长决定部族接下来将要进行的任务。因此，巫醫是族长除了副族長之外，最为亲近的伙伴。不同部族之间的巫醫关系不受部族之间的关系好坏所影响。因為一個族裡的巫醫相較於戰士少，為了能讓巫醫專心做工作，而不會談戀愛或照顧小貓，所以巫醫不可有伴侶或小貓。巫醫可以隨意進入別族領地，但要有適當理由。
- 巫醫見習生

巫醫見習生與巫醫同住，名字和戰士見習生類似。從被入選為巫醫見習生後，就不能成為戰士。巫醫見習生会跟随巫醫在森林中採集藥草，学习使用各种草药来治疗疾病，跟随巫醫和星族交流，获得預言。族群对于巫醫見習生的数量没有强制性要求，戰士見習生可以自愿选择成为巫醫見習生。族群中有可能没有巫醫見習生。
- 長老

長老居住在长老窩，通常会有見習生为长老捉跳蚤、换苔藓（相当于床单）并享受优厚的待遇。长老以不能参加战鬥为界限，原因通常是年龄过大不适合参加战斗或者身体残疾等。
- 小猫

小猫，指所有族群从刚刚出生到不满六个月的年龄段的所有猫。小猫住在育婴室并受住在育婴室里面的生母或养母照料。小猫十分脆弱，极容易受到伤害或者死亡，所以小猫只能在族群内部的育兒室及附近活动玩耍，不能离开族群。小猫的名称通常是「小某」(雲尾例外)。戰士守則裡有一則規定：所有戰士必須拯救受傷或陷入危險的小貓，不分部族。
- 貓

貓指生育了小猫而需要留在育兒室照顾小貓的所有母貓。通常，貓后都是健康的戰士，只有因為懷孕和養育小貓的原因才成為貓后。自己養育的小貓成為見習生之後即可繼續當戰士。但也有出於特殊原因而長期待在育兒室的貓后。貓后可以不選擇繼續擔任戰士，而去當長老。
- 戰士

戰士是族群的重要组成部分，居住在戰士巢穴中。戰士的日常任务包括了负责巡逻和标记边界、狩猎新鲜的食物、修筑族群内的建筑等一系列任务。戰士的时间更加宽裕，可以自己选择狩猎或者在巢穴里睡觉。但当族长发出命令时戰士必须立即放下正在处理的事情，完成族长要求的任务。如果戰士违反了戰士守则（一个没有文字记录的猫族的行事准则），就要处以处罚。处罚包括重新做見習生所做的任务（但不是撤销戰士的名称）或者禁足等。严重违反戰士守則的戰士会无条件驱逐出外，被驱逐除外的戰士可加入其他族群或者成为無賴猫（既不是宠物猫也没有隶属于任何族群，常常扰乱森林并且偷猎，是每个族群最痛恨的对象）。順帶一提，在外傳《高星的復仇》中，有提及過去風族戰士的特別職位：高地跑者（在地面巡邏及狩獵）和地道工（專門挖掘地道和地底狩獵）。
- 見習生

見習生的任務是跟随族長選定的導師學習遵照戰士守則生活和狩獵等技巧，如果導师认为見習生合格可以举行技能评估，可决定这位見習生是否能成为戰士。所有六个月以上的猫都可以成为見習生，並且將会更改名字（從小貓名改為「某掌」，如雷族戰士小獅→獅掌）。見習生的日常任务通常是更换每个巢穴的苔藓等较为琐碎的日常维护任务。見習生的训练会视導师的时间安排而定，如果老师十分忙碌，見習生就只能选择在導师空閒的时候补上缺下的课程。
- 族長

族長負責帶領族群進行較為重要的任务或者戰鬥等，通常由原來的副手擔任。族長通常十分熟悉族群情况而且長期為族群做出貢獻才可以成為族長。戰士守則規定，部族必須服從族長的命令。族長擁有從星族獲得的九條命(通常來自認識的貓靈)，而且會改名字（從戰士名改为「某星」，如雷族第15任族長棘爪→棘星)族長如果是母貓的話，不能生小貓。
- 副族長

負責協助族長領導戰士或者見習生所需要做的比较繁琐的事情，由族長決定。副族長会在族长死亡的时候接替其职位，或在族長因特殊理由而暫時無法帶領部族時代理族長職位。戰士守則規定要當選副族長一定要帶過一名見習生，而當副族長因病或被殺害時，族長必須在當晚月亮當空前選出新任副族長。

## 出版進度
美國於2007年8月21日出版外傳之一《火星的追尋》，2009年7月28日出版外傳之二《藍星的預言》，2010年8月3日出版外傳之三《天族的命運》，2013年7月2日出版外傳之六《高星的復仇》，2013年12月5日出版荒野手冊之六《终極指導》(暫譯)。
臺灣晨星出版社則於2010年7月1日出版《藍星的預言》，2011年1月25日出版《火星的追尋》，2011年8月1日出版外傳之三《天族的命運》，2012年8月25日出版外傳之四《曲星的承諾》，2013年9月15日出版外傳之五《黃牙的秘密》。2014年1月1日出版荒野手冊之一《部族解密》，2022年7月1日出版七部曲之六《迷霧之光》。

## 各國出版

### 語言
貓戰士已使用過以下幾種語言出版：英文、捷克語、挪威語、立陶宛語、芬蘭語、日語、法語、西班牙語、俄語、漢語、韓語

### 國家
- 美國共出版小說 八部曲 48集(九部曲持續更新出版中)、外傳18+16集、漫畫21集、荒野手冊6+1集。
- 中華民國共出版小說42集、外傳21集、漫畫9集(三集為一本，共三本)、荒野手冊4集。
- 中華人民共和國共出版小說46集、外传9集、漫畫10集、荒野手冊4集。
- 俄羅斯共出版小說19集、外傳2集、荒野手冊2集。
- 法國共出版小说18集。
- 日本共出版小說15集。
- 德國共出版小說30集，外傳1集，漫畫1集。
- 法國共出版小說10集。
- 韓國共出版小說6集。
- 英國共出版小說3集。
- 紐西蘭
- 澳洲
- 加拿大
- 義大利
- 拉丁美洲
- 荷蘭共出版小說24集
- 新加坡
- 波蘭
- 千里達及托巴哥